# Покинь, якщо кохаєш (фільм)
«Покинь, якщо кохаєш» (англ. It Ends with Us) — американська романтична драма 2024 року режисера Джастіна Бальдоні за сценарієм Крісті Голл, заснована на однойменному романі Коллін Гувер 2016 року. У фільмі зіграли Блейк Лайвлі, Джастін Бальдоні, Брендон Скленар, Дженні Слейт і Хасан Мінхаж.
Прем'єра картини в США відбулась 9 серпня 2024 року, дистриб'ютором виступила компанія Sony Pictures Releasing. Фільм отримав неоднозначні відгуки критики, проте зібрав «вражаючі» 24 мільйони доларів в перший день прокату в США.

## Сюжет
Дитинство Лілі Блум було далеким від казкової ідилії, адже вона роками ставала свідком домашнього насильства з боку батька. Ставши дорослою, вона переїжджає до Бостона, щоб розпочати нове життя і реалізувати мрію — відкрити квітковий магазин. Несподівана зустріч із харизматичним нейрохірургом Райлом Кінкейдом кардинально змінює її життя. Проте з часом Лілі помічає у Райлі риси, які нагадують її батька. Тепер їй доведеться ухвалити складне рішення, щоб розірвати це небезпечне коло.

## Акторський склад
- Блейк Лайвлі — Лілі Блум
  - Ізабела Феррер — юна Лілі
- Джастін Бальдоні — Райл Кінкейд
- Брендон Скленар — Атлас Корріган
  - Алекс Нойштадтер(інші мови) — молодий Атлас
- Дженні Слейт — Алліса
- Хасан Мінхаж — Маршалл
- Емі Мортон(інші мови)[5] — Дженні Блум
- Кевін Маккідд(інші мови)[6] — Ендрю Блум

## Виробництво
У липні 2019 року Джастін Бальдоні ухвалив рішення про екранізацію роману своєю компанією Wayfarer Studios. У січні 2023 року Блейк Лайвлі була затверджена на роль Лілі Блум. Бальдоні, окрім роботи режисера, також виконає роль Райла Кінкейда, а Крісті Голл адаптує сценарій. У квітні 2023 року на роль Атласа був обраний Брендон Скленар. Зйомки почалися 5 травня 2023 року в Гобокені, штат Нью-Джерсі. Пізніше того ж місяця було оголошено, що Хасан Мінхаж приєднався до акторського складу. Наступного місяця зйомки довелося тимчасово призупинити через страйк WGA 2023 року. На цей час було завершено трохи більше половини фільму. 14 липня 2023 року почався страйк SAG-AFTRA, повернення до виробництва знову відклалось. Зйомки відновилися в Джерсі-Сіті 5 січня 2024 року. Того ж місяця Ізабела Феррер і Алекс Нойштадтер приєдналися до акторського складу як версії Лілі та Атласа в юності відповідно.

## Реліз
Спочатку фільм мав вийти в прокат у США 9 лютого 2024 року, потім 21 червня 2024 року, зрештою дату виходу перенесли на 9 серпня 2024 року. В Бельгії, Фінляндії, на Філіппінах і у Швеції картина вийшла в прокат двома днями раніше — 7 серпня.

## Критика
На сайті-агрегаторі рецензій Rotten Tomatoes, 59 % зі 120 оглядів критиків є позитивними, фільм має середню оцінку 5.5/10. На сайті Metacritic фільм має оцінку 54 зі 100 на основі 38 відгуків критиків. Аудиторія сайту CinemaScore оцінила фільм на «A–» по шкалі від A+ до F. Опитування сайту PostTrak показало, що 85 % користувачів оцінюють фільм позитивно, 69 % стверджують, що однозначно рекомендують його до перегляду.